# Futbol'nyj Klub Metalurh Donec'k 2013-2014
Questa voce raccoglie le informazioni riguardanti il Futbol'nyj Klub Metalurh Donec'k nelle competizioni ufficiali della stagione 2013-2014.

## Rosa
| N. |                        | Ruolo | Calciatore                  |
| -- | ---------------------- | ----- | --------------------------- |
| 1  | Ucraina (bandiera)     | P     | Oleksandr Musiyenko         |
| 2  | Ucraina (bandiera)     | D     | Artem Baranovs'kyj          |
| 4  | Ucraina (bandiera)     | D     | Vyacheslav Čečer (capitano) |
| 5  | Ucraina (bandiera)     | D     | Volodymyr Pol'ovyj          |
| 7  | Ucraina (bandiera)     | D     | Mykola Morozjuk             |
| 8  | Paesi Bassi (bandiera) | C     | Gregory Nelson              |
| 9  | Serbia (bandiera)      | C     | Đorđe Lazić                 |
| 10 | Brasile (bandiera)     | A     | Júnior Moraes               |
| 11 | Belgio (bandiera)      | C     | Danilo                      |
| 12 | Ucraina (bandiera)     | P     | Oleksandr Bandura           |
| 13 | Cipro (bandiera)       | C     | Kōnstantinos Makridīs       |

| N. |                     | Ruolo | Calciatore           |
| -- | ------------------- | ----- | -------------------- |
| 14 | Brasile (bandiera)  | C     | Alexandre            |
| 17 | Brasile (bandiera)  | C     | Zé Soares            |
| 18 | Bulgaria (bandiera) | C     | Velizar Dimitrov     |
| 19 | Brasile (bandiera)  | A     | Daniel Oliveira      |
| 22 | Ucraina (bandiera)  | D     | Oleksandr Nasonov    |
| 24 | Irlanda (bandiera)  | D     | Darren O'Dea         |
| 31 | Ucraina (bandiera)  | P     | Dmytro Vorob'ov      |
| 35 | Ucraina (bandiera)  | C     | Jevhen Trojanovs'kyj |
| 44 | Ucraina (bandiera)  | C     | Vasyl' Pryjma        |
| 79 | Ucraina (bandiera)  | P     | Juryj Pankiv         |
| 84 | Ucraina (bandiera)  | D     | Denys Holajdo        |